# Megalonibea
Megalonibea is een monotypisch geslacht van straalvinnige vissen uit de familie van de ombervissen (Sciaenidae).

## Soort
- Megalonibea fusca Chu, Lo & Wu, 1963